# Gafunzo (vattendrag i Burundi, Muyinga)
Gafunzo är ett vattendrag i Burundi.   Det ligger i provinsen Muyinga, i den nordöstra delen av landet, 120 kilometer öster om huvudstaden Bujumbura.
I omgivningarna runt Gafunzo växer huvudsakligen savannskog. Runt Gafunzo är det ganska tätbefolkat, med 93 invånare per kvadratkilometer.